# Riemenrudern
Riemenrudern ist als Teildisziplin des Ruderns eine der ältesten Sportarten der Welt. Über Galeerenrudern, dem Beginn des Wettbewerbruderns in Großbritannien bis zum heutigen Rennrudern (z. B. im sogenannten Deutschland-Achter) hat sich Material und Rudertechnik geändert, nie jedoch das Prinzip des rückwärtigen Ruderns an einem Riemen, dessen Giereffekt durch eine auf der jeweils anderen Seite gezogene Riemenbewegung ausgeglichen wird. Während der Schlagaufbau im Riemenrudern sich grundlegend nicht vom Skullen unterscheidet, so unterscheidet sich dieser Schlag kategorisch vom Skullen durch seine gezogene Asymmetrie durch die Ausrichtung des Oberkörpers in Freilauf und Auslage zum Innenhebel hin. Damit einhergehend, unterscheidet sich auch die Kraftentfaltung auf das Boot. Hierbei werden autochthone Rückenmuskulatur, die ventralen und dorsalen Muskelschlingen des Schultergürtels, wie auch die Rhomboiden, in ihrem vollen Bewegungsumfang genutzt.

## Technik des Riemenruderns
Beim Riemenrudern hält der Ruderer, anders als beim Skullrudern, einen Riemen in beiden Händen. Daher spricht man von einer Außenhand und einer Innenhand. Die Außenhand ist am Ende des Griffs, die Innenhand ist dem Riemenschaft zugewand. Das Riemenrudern unterscheidet sich technisch von Skullen ein paar wenigen Punkten. Gleich ist beim Sportrudern, dass der Ruderer auf einem beweglichen Rollsitz sitzt und die Ruderbewegung einen wiederholender Rhythmus aus Vorlage und Rückenlage als Endpunkte der Bewegung darstellt. Da der Ruderer beim Riemen nur auf der Backbord oder Steuerbord einen Riemen führt, muss der Oberkörper bei der Auslage leicht in Richtung der Seite eingedreht werden, auf der der Riemen ist. Beim späteren Ruderzug ist es dann aber wichtig, dass der Rücken wieder gerade über der Längsachse des Bootes ausgerichtet ist. Da Riemenrudern einseitig betrieben wird, ist es wichtig eine Mannschaft sinnvoll einzuteilen, dass Ruderer, die auf der Backbordseite und Ruderer die auf der Steuerbordseite rudern vergleichbare Kraftverhältnisse haben.